# Guy Fletcher (singer-songwriter)
Mervyn Guy Fletcher (St. Albans, 21 april 1944) is een Britse zanger en songwriter.

## Carrière
Fletcher werkte als zanger voor de platenproducent Joe Meek en als jazztrompettist. Na zijn beslissing om liedjes te gaan schrijven, ontmoette hij in 1966 tekstschrijver Doug Flett en hun lange partnerschap mondde uit in het schrijven van liedjes voor verschillende internationale artiesten. Ze waren de eerste Britse liedjesschrijvers met een door Elvis Presley opgenomen lied toen The Fair's Movin' On als B-kant verscheen op diens single Clean Up Your Own Backyard (1969). Andere Presley-opnamen volgden, inclusief Wonderful World, het openingsnummer van de film Live a Little, Love a Little en Just Pretend in That's The Way It Is.
De eerste Britse top 10-hit van Fletcher en Flett was I Can't Tell the Bottom from the Top (1970) van The Hollies en ze hadden ook hits met liedjes vertolkt door Cliff Richard, zoals With the Eyes of a Child, Sing a Song of Freedom, Baby You're Dynamite en Power to All Our Friends, de Britse inbreng voor het Eurovisiesongfestival van 1973 met een derde plaats.
Hun grootste internationale succes was Save Me (1983), een nummer 6-hit in de Billboard Hot Country Singles & Tracks voor de vertolking van Louise Mandrell uit 1983 en een notering in de Billboard Hot 100 voor Donna McDaniel en Merrilee Rush in 1977. Ook Helen Reddy nam het liedje op, en wel voor haar album Play Me Out uit 1981. Fletcher en Flett schreven ook hits als Is There Anyone Out There voor Ray Charles, Tom Jones en Joe Cocker (Lady Put the Light Out) en Dedication voor de Bay City Rollers. Fletcher en Flett ontdekten Chris de Burgh en brachten muziek van hem uit.
In 1975 formeerden Fletcher, Al Hodge (ex-Onyx, gitarist) en John Hodkinson het softrocktrio Rogue, dat diverse singles uitbracht, zoals Cool Clear Air, Lay Me Down, Lady Put the Light Out, Too Much Too Soon, One to One, Borderline en drie albums. Hun liedje Fallen Angel (januari 1976) werd een nummer 12-hit in Nederland, voordat deze verscheen in de Broadway-show Jersey Boy. De band werd in 1979 ontbonden.
In 1985 zong Fletcher diverse liedjes voor de BBC-tv-kinderserie Bertha.

## Verdere activiteiten
Fletcher was voorzitter van PRS for Music, voorheen Performing Right Society, waar hij vanaf 1998 directeur was geweest. Hij is ook voorzitter en directeur van Commercial Arts Ltd. Hij was twaalf jaar voorzitter van de British Academy of Songwriters, Composers and Authors, waar hij verscheidene campagnes leidde tegen de aantasting van de rechten van componisten. Hij won meerdere prijzen, zoals de ASCAP-prijs in de Verenigde Staten en de Ivor Novello Award in het Verenigd Koninkrijk. Fletcher schreef ook tv-muziek en muziek voor theater.

## Privéleven
Fletcher heeft een gelijknamige neef, die een lange tijd keyboard speelde bij Mark Knopfler en Dire Straits.
Zijn kinderen heten Justin (tv-presentator bij kinderprogramma's), Amiti (muziekpromotor), Juliette (een ITV South-nieuwslezeres) en Liberty (een verpleegster).

## Discografie

### Albums
- 1971: Guy Fletcher (Philips)
- 1975: Fallen Angels (Epic Records)
- 1977: Let It Go (Epic Records)
- 1979: Would You Let Your Daughter (Ariola Records)

### NPO Radio 2 Top 2000
| Nummer met noteringen in de NPO Radio 2 Top 2000 | '99  | '00-'02 | '03  | '04  |
| ------------------------------------------------ | ---- | ------- | ---- | ---- |
| Mary in the Morning                              | 1887 | -       | 1966 | 1962 |

1. ↑  Een '-' betekent dat het nummer niet was genoteerd en een vetgedrukt getal geeft de hoogste notering aan.
2. ↑  Deze tabel is bijgewerkt tot en met de laatste editie (2024).

- MusicBrainz: 44258c15-4416-4b02-8a28-f416c4f0d9b6
- Virtual International Authority File: 232983761